# Albertonykus
Albertonykus là một chi khủng long, được Longrich & P. Currie mô tả khoa học năm 2008.